# Renato Biasutti

Rozmieszczenie barw ludzkiej skóry w oparciu o dane R.Biasuttiego i skali von Luschana

Renato Biasutti (ur. 1878, zm. 1965) – włoski naukowiec.
Twórca szczegółowego podziału ludzkości na rasy geograficzne. Wyróżnił dwa kręgi (formy ekwatorialne i borealne), w nich pnie rasowe (tzw. wielkie rasy), w nich rasy i podrasy. Miało to odzwierciedlać ideę drzewa rodowego ras ludzkich. Ostatecznie wyróżnił 53 rasy geograficzne i 39 podras (w tym podrasę prasłowiańską w rasie wschodniobałtyckiej).

## Dzieła
- Le razze e i popoli della terra (wspólnie z Raffaello Battaglią)